# Hermann Knothe

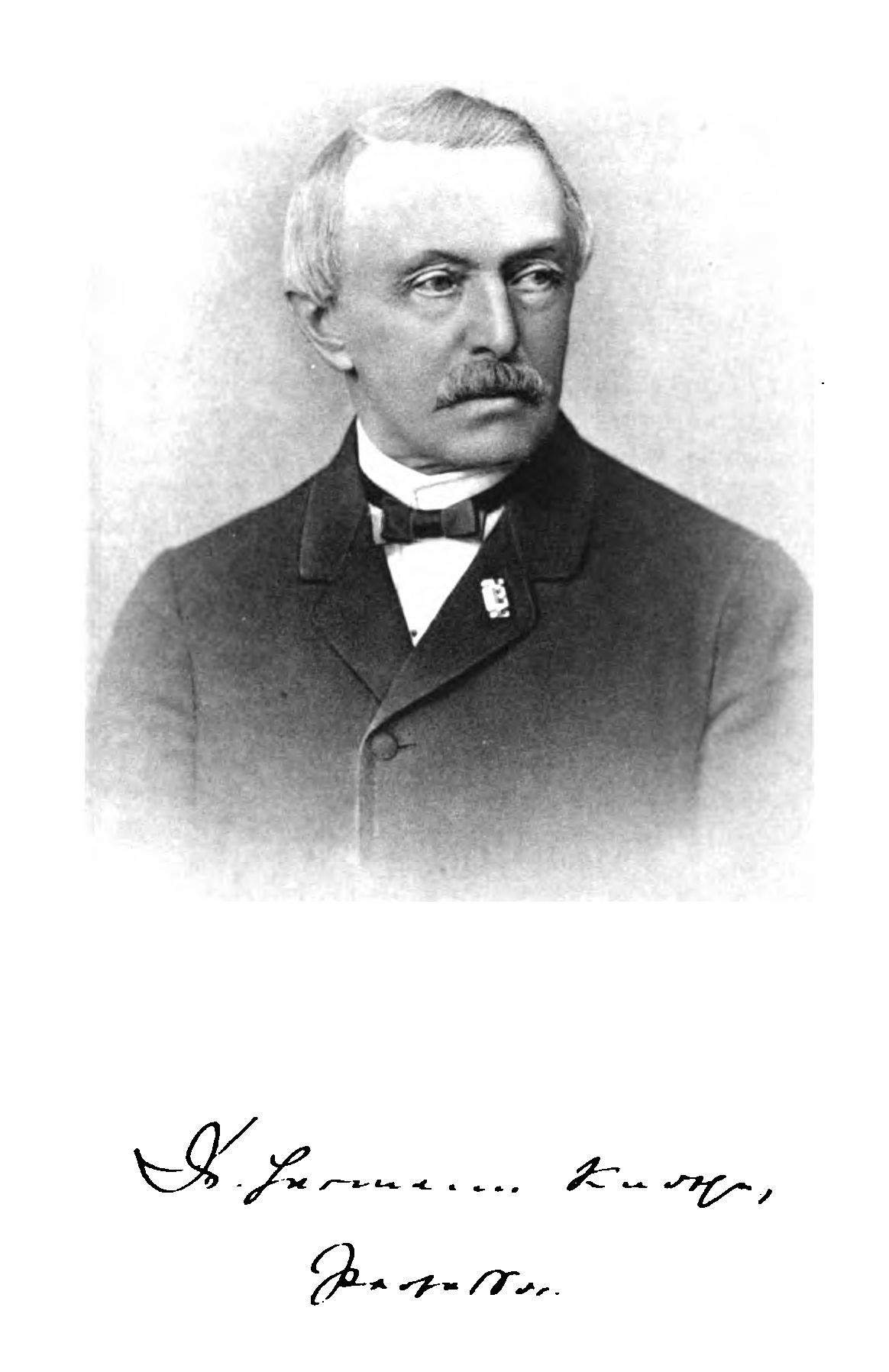
Bildnis Knothes mit Autogramm (Neues Lausitzisches Magazin 79); Portraitfotographie (ca. 1880) der Otto-Richter-Sammlung im Stadtmuseum Dresden

Hermann Friedrich Knothe (* 9. Oktober 1821 in Hirschfelde; † 8. Februar 1903 in Dresden) war ein deutscher Historiker. Er war der bedeutendste und produktivste Landeshistoriker der Oberlausitz und forschte rund 60 Jahre lang zur Oberlausitzer Geschichte; seine Ergebnisse publizierte er in ca. 145 Einzelschriften, darunter ein halbes Dutzend größere Monographien.

## Leben
Hermann Knothe entstammte einer Pfarrersfamilie; sein Vater Karl Friedrich Knothe (1793–1855) war 1820 Diakon in Hirschfelde geworden. Er besuchte 1832–1840 das Zittauer Gymnasium und studierte anschließend auf Wunsch des Vaters bis 1843 in Leipzig Theologie. Bei der Lausitzer Prediger-Gesellschaft war er Subsenior und blieb ihr Ehrenmitglied. Danach war er in Dresden als Hauslehrer tätig, bis er 1855 ans Zittauer Gymnasium berufen wurde. 1851 publizierte er seine erste historische Arbeit und zwar zur Geschichte seines Heimatortes Hirschfelde.
Im Jahr 1861 wurde er als Professor an das königliche Kadettenkorps in Dresden berufen. Damit hatte er Zugang zu wichtigen Bibliotheken und zum sächsischen Staatsarchiv, was seine historischen Forschungen entscheidend beflügelte. Über Jahrzehnte war Knothe der wichtigste Autor des Neuen Lausitzischen Magazins (NLM). Die Oberlausitzische Gesellschaft der Wissenschaften ernannte ihn 1887 zum Ehrenmitglied. 1897 wurde er zum Mitglied der Königlich Sächsischen Historischen Kommission berufen. Bei seinen historischen Arbeiten befasste sich Knothe fast ausschließlich mit der Oberlausitzer Geschichte vom Mittelalter bis zum Prager Frieden von 1635. Forschungsschwerpunkte waren Rechts- und Verfassungsgeschichte sowie die Adelsgeschichte. Knothes Arbeiten bestechen durch die Fülle der von ihm genutzten Quellen, die in dieser Art in der Oberlausitz bis heute nicht mehr erreicht wurde. Knothe verstarb 1903 in Dresden und wurde auf dem Alten Annenfriedhof beigesetzt.
Zu Ehren Hermann Knothes wird seit 2007 von der Oberlausitzer Gesellschaft der Wissenschaften der Hermann-Knothe-Preis für akademische Leistungen auf dem Gebiet der Forschung zu oberlausitzischen Themen vergeben.

## Werke (Auswahl)
- Geschichte des Fleckens Hirschfelde in der königlich sächsischen Oberlausitz. Dresden 1851. [Reprint: Ostritz 2003].
- Geschichte der Dörfer Rohnau, Rosenthal und Scharre, bei Hirschfelde in der königl. sächsischen Oberlausitz. Zittau 1857. [Reprint: Ostritz 2003]. (Digitalisat Originalausgabe).
- Geschichte der Dörfer Burkersdorf und Schlegel in der königlich sächsischen Oberlausitz. Zittau 1862. [Reprint: Ostritz 2003]. (Digitalisat Originalausgabe).
- Geschichte der Burg und des Dorfes Kirschau, südlich von Budissin. In: Lausitzisches Magazin. Im Auftrag der Oberlausitzischen Gesellschaft der Wissenschaften. Band 47, Görlitz 1870, S. 293–295.
- Urkundliche Geschichte des Jungfrauenklosters Marienstern, Cisterzienserordens, in der Kgl. Sächs. Oberlausitz, von der Zeit seiner Gründung bis Anfang des 16. Jahrhunderts. Dresden 1871.
- Urkundliche Grundlagen zu einer Rechtsgeschichte der Oberlausitz von ältester Zeit bis Mitte des 16. Jahrhunderts. Görlitz 1877. In: Neues Lausitzisches Magazin. 53. 1877. S. 158–421. SLUB Dresden
- Geschichte des Oberlausitzer Adels und seiner Güter vom XIII. bis gegen Ende des XVI. Jahrhunderts. Leipzig 1879 (Digitalisat) (Digitalisat).
- Urkundenbuch der Städte Kamenz und Löbau. (=Codex diplomaticus Saxoniae regiae 2,7). Leipzig 1883.
- Die Stellung der Gutsunterthanen in der Oberlausitz zu ihren Gutsherrschaften. In: Neues Lausitzisches Magazin (NLM) 61 (1885), S. 159–280. (Digitalisat)
- Geschichte des Oberlausitzer Adels und seiner Güter II: Von Mitte des 16. Jahrhunderts bis 1620. Dresden, Warnatz und Lehmann, 1887. (Auch in: Neues Lausitzisches 63, 1888. S. 1–174. Digitalisat)